# L'Abattoir
Pour l’article ayant un titre homophone, voir Labattoir.
L'Abattoir est un centre national des arts de la rue et de l'espace public de France depuis 2005. Il se situe à Chalon-sur-Saône.
Le festival de Chalon dans la rue est organisé par cette structure et s'y déroule en partie.

## Histoire
Ce lieu culturel est une réhabilitation d'anciens abattoirs. Construit en 1865,, proche de la Saône pour faciliter son nettoyage, le bâtiment est fait de briques et de moellons de pierre.
Ces abattoirs municipaux sont fermés en 1990, le site est alors investi par des musiciens, graffeurs et amateurs de théâtre de rue. Aujourd'hui sous une forme plus structurée, s'y côtoient une salle de concert "LaPéniche", et le centre culturel des arts de la rue.
L'Abattoir fonctionne sous sa forme actuelle depuis 2008.
En 2017, un changement de direction est opéré, depuis tenu par Pierre Duforeau et Bruno Alvergnat et prenant la place de Pedro Garcia, à la suite d'un recrutement réalisé en collaboration avec le maire de la ville Gilles Platret et le ministère de la culture.

## Activités
L'Abattoir réalise de la médiation culturelle auprès du public, par le biais de rencontres avec celui-ci. Il a une vocation de rayonnement sur l'ensemble de l'agglomération chalonnaise.
Le lieu accueil des résidences de compagnies artistiques à l'année, et organise le festival des arts de la rue se déroulant en juillet,.